# Ilona Łepkowska
Ilona Łepkowska (ur. 11 lipca 1954 w Warszawie) – polska scenarzystka i producentka filmowa i serialowa, pisarka.

## Życiorys
Urodziła się i dorastała w Warszawie, jest córką Joanny i Tadeusza Łepkowskich. Jej ojciec był profesorem historii w Polskiej Akademii Nauk, a matka zajmowała się domem, wcześniej pracowała w drogerii. Ma dwoje rodzeństwa, starszą siostrę Ewę i młodszego brata Antoniego. Uczyła się w liceum im. Klementa Gottwalda w Warszawie. W latach 1972–1977 studiowała w Instytucie Zarządzania Uniwersytetu Warszawskiego.
W 1976 zagrała epizodyczne role w filmach Człowiek z marmuru Andrzeja Wajdy i Barwy ochronne Krzysztofa Zanussiego. Udzielała korepetycji z języka polskiego, była urzędniczką w Przedsiębiorstwie Transportu i Spedycji Przemysłu Mięsnego oraz pracowała jako asystentka kierownika produkcji w Wytwórni Filmów Dokumentalnych i Fabularnych. W 1982 ukończyła dwuletnie Zaoczne Studium Scenariuszowe przy PWSFTViT w Łodzi, po którego ukończeniu pracowała jako organizatorka publiczności w Teatrze Ochoty, poza tym pisała teksty m.in. do czasopisma „Film”. Działała także w Kole Młodych przy Stowarzyszeniu Filmowców Polskich i pracowała w Studiu Filmowym Oko.

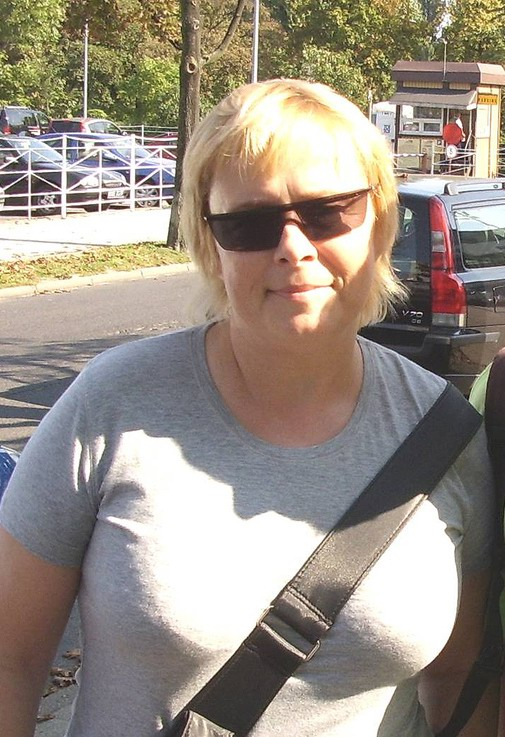
Łepkowska (2007)

Za swój pierwszy scenariusz – Gra – zdobyła wyróżnienie na festiwalu „Młodzi i film” w Koszalinie. Zadebiutowała scenariuszem do filmu telewizyjnego Wakacje z Madonną (1983), który był jej pracą zaliczeniową na pierwszym roku studiów. Jest autorką lub współautorką popularnych komedii takich jak: Och, Karol (1985) i Och, Karol 2 (2011), Komedia małżeńska (1993), Nigdy w życiu! (2004), Nie kłam, kochanie (2007), Jeszcze raz (2008) oraz serii „Kogel-mogel”, która jest określana mianem kultowej: Kogel-mogel (1988), Galimatias, czyli kogel-mogel II (1989), Miszmasz, czyli kogel-mogel 3 (2019), Koniec świata, czyli kogel-mogel 4 (2022). Przygotowała również scenariusze do filmów Obywatel świata (1991) Rolanda Rowińskiego i Randka w ciemno (2010) Wojciecha Wójcika, jednak po ich nakręceniu wycofała swoje nazwisko z listy twórców ze względu na niezadowolenie z efektów końcowych, wywołanych odmienną wizją reżyserską.
Pisała scenariusze do seriali: Kacperek (1985), Radio Romans (1994–1995), Klan (1997–1999), Na dobre i na złe (1999–2002) oraz M jak miłość (2000–2007), którego była też producentką (2000–2008). Jest autorką seriali Barwy szczęścia i Wszystko przed nami, które współprodukowała i których była scenarzystką. Po zakończeniu pracy nad Wszystko przed nami zajmuje się głównie doradztwem scenariuszowym, kierownictwem literackim oraz produkcją filmową i telewizyjną.
Jest członkinią Stowarzyszenia Filmowców Polskich, Polskiej Akademii Filmowej i honorową członkinią Stowarzyszenia Autorów ZAiKS oraz członkinią Rady tejże organizacji, w której była też szefem sekcji autorów dzieł filmowych. Ponadto jest przewodniczącą Gildii Polskich Scenarzystów. Kilkukrotnie była ekspertką Polskiego Instytutu Sztuki Filmowej zasiadającą w radzie przyznającej dofinansowania na produkcję filmów fabularnych. Pełniła funkcję prezesa Stowarzyszenia Twórców Telewizyjnych „Serial”.
Jest autorką lub współautorką książek nawiązujących do jej scenariuszy: Nie kłam kochanie (2008), M jak miłość. Początki (2013), Tu jest jakby luksusowo (2018). W 2010 ukazała się jej biografia pt. „Ł jak Łepkowska”, będąca zapisem rozmów Andrzeja Opaly z Łepkowską. W 2017 została wydana książka biograficzna Teresy Lipowskiej pt. „Nad rodzinnym albumem”, będąca wywiadem-rzeką przeprowadzonym przez Łepkowską z aktorką. Napisała powieści Pani mnie z kimś pomyliła (2016) oraz Idealna rodzina (2020); na podstawie drugiej książki zrealizowano film Zołza (2022), którego była scenarzystką i współproducentką.
W latach 2008–2010 występowała w niektórych sobotnich wydaniach magazynu satyryczno-publicystycznego TVN24 Szkło kontaktowe, a w latach 2010–2021 była felietonistką telewizyjnego tygodnika „Tele Tydzień”.

## Wpływ na popkulturę
Ze względu na osiągnięcia telewizyjne nazywana jest „królową polskich seriali”, „pierwszą damą polskich seriali” czy „Midasem polskiego show–biznesu”. Anna Mucha w wywiadzie dla „Playboya” określiła Łepkowską mianem „Szekspira współczesnej telewizji”. 
W 2005 znalazła się na liście stu wpływowych kobiet sporządzonej przez „Życie Warszawy”. W 2008 została umieszczona w rankingu 33 najbardziej wpływowych kobiet według polskiej edycji miesięcznika „Forbes”.  W 2009 tygodnik „Newsweek Polska” umieścił ją w rankingu 50 najbardziej wpływowych Polaków. Dwa lata później znalazła się na liście 100 najbardziej wpływowych Polaków według tygodnika „Wprost”, a magazyn „Viva!” ogłosił ją jedną z 10 najbardziej wpływowych kobiet w kraju. „Wprost” uwzględnił Łepkowską również w rankingu na 50 najbardziej wpływowych Polek (2020). W 2012 uplasowała się w rankingu 100 najbardziej wpływowych Polaków sporządzonym przez tygodnik „Przegląd”.
W 2007 otrzymała od Stowarzyszenia Integracja medal „Przyjaciel Integracji” za „wrażliwość i zaangażowanie w kreowanie właściwego wizerunku osób niepełnosprawnych w polskich serialach”, a w 2016 otrzymała międzynarodową nagrodę Tolerantia Award za aktywność na rzecz środowisk LGBT, tolerancji, równouprawnienia i walki z homofobią poprzez dodanie wątku pary gejów w serialu Barwy szczęścia.

## Życie prywatne
Jest trzykrotnie rozwiedziona. Po raz pierwszy wyszła za mąż w okresie studiów. Jej drugim mężem był scenarzysta Andrzej Wojnach, z którym ma córkę Weronikę (ur. 1978), operatorkę filmową. Następnie poślubiła Wojciecha, prawnika. Od 2009 jest związana z architektem i politykiem Czesławem Bieleckim.
Zajmuje się działalnością charytatywną, m.in. wspiera fundacje „Opiekuńcze Skrzydła” i „Domy Wspólnoty Chleb Życia” Małgorzaty Chmielewskiej, a także Fundację Św. Jana Jerozolimskiego. Za swoją działalność charytatywną otrzymała nagrodę w kategorii „Pomoc charytatywna” w 15. plebiscycie „Gwiazdy Dobroczynności” (2024).
Deklaruje się jako ateistka.

## Scenariusze

### Filmy
- Wakacje z Madonną (1983)
- Przez dotyk (1985, z Magdaleną Łazarkiewicz)
- Och, Karol (1985)
- Kocham kino (1987)
- Kogel-mogel (1988)
- Jemioła (1988)
- Galimatias, czyli kogel-mogel II (1989)
- Komedia małżeńska (1993)
- Śliczna dziewczyna (1993)
- Sabina (1998)
- Nigdy w życiu! (2004)
- Jeszcze raz (2007)
- Nie kłam, kochanie (2007)
- Randka w ciemno (2010)
- Och, Karol 2 (2011)
- Miszmasz, czyli kogel-mogel 3 (2019)
- Koniec świata, czyli kogel-mogel 4 (2021)
- Zołza (2022)
- Uwierz w Mikołaja (2023)

### Seriale
- Kacperek (1985)
- Aby do świtu... (1992)
- Radio Romans (1994–1995)
- Klan (1997–1999)
- Na dobre i na złe (1999–2002)
- M jak miłość (2000–2007)
- Barwy szczęścia (2007–2014)
- Wszystko przed nami (2012–2013)
- Korona królów (2018)
- Stulecie Winnych (od 2019)

## Odznaczenia
- Srebrny Medal „Zasłużony Kulturze Gloria Artis” (2025)[49]
- Brązowy Medal „Zasłużony Kulturze Gloria Artis” (2013)[50]
- Medal ZAiKS-u (1998)[51]
- Odznaka Honorowa ZAiKS-u (2009)[51]

## Nagrody i wyróżnienia
- 1999 – Telekamery 1999 za Klan
- 2000 – Telekamery 2000 za Klan
- 2001 – Telekamery 2001 za Na dobre i na złe
- 2002 – Telekamery 2002 za Na dobre i na złe
- 2003 – Telekamery 2003 za Na dobre i na złe
- 2004 – Złota Telekamera za Na dobre i na złe
- 2004 – Telekamery 2004 za M jak miłość
- 2005 – Telekamery 2005 za M jak miłość
- 2006 – Telekamery 2006 za M jak miłość
- 2007 – Złota Telekamera za M jak miłość
- 2007 – nagroda „Super Wiktora”
- 2009 – Telekamery 2009 za Barwy szczęścia
- 2010 – Telekamery 2010 za Barwy szczęścia
- 2011 – Telekamery 2011 za Barwy szczęścia
- 2012 – Złota Telekamera za Barwy szczęścia
- 2016 – Tolerantia Award
- 2016 – Nagroda w kategorii „Super Osobowość” w Plebiscycie „25 lat Super Expressu”
- 2018 – Nagroda 100-lecia ZAiKS-u[51]
- 2019 – Nagroda specjalna i członkostwo honorowe ZAiKS-u[51]
- 2021 – Honorowy „Złoty Bilet” przyznany na 49. Forum „Wokół Kina” w Gdyni